# NGC 7835
NGC 7835 este o galaxie situată în constelația Peștii. A fost descoperită în 29 noiembrie 1864 de către Albert Marth.